# Roller freestyle ai II World Skate Games
Le competizioni di roller freestyle ai II World Skate Games si sono svolte dal 5 al 7 luglio 2019 a Barcellona, in Spagna

## Podi
| Evento         | Oro           | Argento         | Bronzo          |
| Gara maschile  | Joe Atkinson  | Nicolas Servy   | Jeremy Melinque |
| Gara femminile | Chihiro Azuma | Misaki Katayama | Manon Derrien   |